# C8 (Istočna Europa)
C8 je bio zabavni TV kanal koji se emitirao u Mađarskoj. Kanal je u Mađarskoj pokrenut 1. travnja 2014., a 5. svibnja 2014. u Češkoj, Slovačkoj, Srbiji i Rumunjskoj, zamijenivši Animax. 
Sadržaj programa sastojao se od odabranih programa s drugih televizijskih kanala operatera (posebno TV Paprika, Minimax, Spektrum Home, Spektrum, Megamax i drugi). To su bili dječji programi, anime, dokumentarci o životnom stilu, kuhanje, filmovi i serije, sportski programi i još mnogo toga.
Kanal je prestao s emitiranjem 30. prosinca 2015. u Češkoj, Slovačkoj, Srbiji i Rumunjskoj, a 1. siječnja 2018. godine je u potpunosti ugašen.